# Vanya on 42nd Street
Vanya on 42nd Street is een Amerikaanse dramafilm uit 1994 onder regie van Louis Malle. Het scenario is gebaseerd op het toneelstuk Oom Wanja (1899) van de Russische auteur Anton Tsjechov.

## Verhaal
Als een toneelgezelschap het stuk Oom Wanja van Tsjechov inoefent in een bouwvallig theater in New York, vervaagt de grens tussen feit en fictie. Alle aktes uit het stuk worden gespeeld. Tijdens de pauze praten de acteurs bij de koffie over hun rollen.

## Rolverdeling
| Acteur             | Personage   |
| ------------------ | ----------- |
| Wallace Shawn      | Vanya       |
| Julianne Moore     | Yelena      |
| Larry Pine         | Astrov      |
| Brooke Smith Sonya |             |
| George Gaynes      | Serybryakov |
| Phoebe Brand       | Marina      |
| Jerry Mayer        | Telegin     |
| Lynn Cohen         | Vonenskaya  |